# Migrationsdomstolen i Malmö
Migrationsdomstolen i Malmö är en svensk särskild domstol i Malmö och en av landets fyra migrationsdomstolar. Domstolen är förlagd till Förvaltningsrätten i Malmö. Landets andra migrationsdomstolar, som alla är underrätter, finns i Göteborg, Luleå och Stockholm. Därtill finns överrätten Migrationsöverdomstolen som är förlagd till Kammarrätten i Stockholm.
Domstolens domkrets utgörs av Skåne län, Blekinge län, Jönköpings län, Kronobergs län, Kalmar län och Östergötlands län.
Migrationsdomstolen i Malmö inrättades i samband med att den nya instans- och processordning i utlännings- och medborgarskapsärenden infördes den 31 mars 2006. Domstolen prövar överklagade beslut från Migrationsverket, och i vissa fall Polismyndigheten. Domstolens avgöranden kan överklagas till Migrationsöverdomstolen. Innan den nya instans- och processordningen infördes överklagades Migrationsverkets beslut till Utlänningsnämnden, som var enda överklagandeinstans.